# Анорексик
Анорексики - це лікарські засоби, які знижують апетит, що призводить до зниження споживання їжі та до втрати ваги.  Ці речовини діють, впливаючи на центральну нервову систему або певні нейромедіатори, щоб створити відчуття ситості або зменшити бажання їсти. Розуміння ефектів анорексії має вирішальне значення для розробки втручань для контролю ваги, розладів харчової поведінки та пов’язаних із цим проблем зі здоров’ям. Ефект анорексії може бути викликаний різними механізмами, починаючи від гормональної регуляції і закінчуючи нейронними сигналами. Серед гормонів, які беруть участь у контролі апетиту, є грелін, лептин і пептид YY. Крім того, такі нейромедіатори, як серотонін і дофамін у центральній нервовій системі, значною мірою сприяють регуляції споживання їжі.
Стимулятори апетиту називають орексигенними засобами.
Термін походить від грецького ἀν- "без-"   і ὄρεξις "апетит", такі засоби також відомі як анорексигенні, анорексичні або супресанти апетиту.

## Історія
Деякі засоби для пригнічення апетиту базуються на суміші натуральних інгредієнтів, в основному на основі зеленого чаю в поєднанні з іншими рослинними екстрактами, такими як фукоксантин, який природним чином міститься в морських водоростях. Ліки цього класу часто є стимуляторами з родини фенетиламінів, споріднених амфетаміну.
Німецькі та фінські  військові отримували амфетаміни (первітин) під час Другої світової війни.  Подібним чином армія Великобританії отримала понад 72 мільйони таблеток бензедрину, а армія США – приблизно таку ж кількість для боротьби зі втомою.  Після війни великі надлишки амфетаміну були перенаправлені для використання на чорному  та цивільному ринку. Сам амфетамін комерційно продавався як засіб для зниження апетиту, доки його не заборонили у більшості частин світу наприкінці 1950-х років через проблеми безпеки. Багато амфетамінів викликають несприятливі ефекти, включаючи звикання, тахікардію та гіпертонію , що робить їх тривале безконтрольне вживання небезпечним.

## Проблеми громадського здоров'я
Поширення випадків смертельної легеневої гіпертензії та пошкодження серцевих клапанів, пов’язаних з анорексичними засобами, призвели до вилучення деяких засобів з ринку. Це було у випадку з амінорексом у 1960-х роках і з фенфлураміном в 1990-х роках.  Подібним чином зв’язок фенілпропаноламіну з геморагічним інсультом змусив Управління з продовольства і медикаментів (FDA) вимагати вилучення його з ринку в Сполучених Штатах у 2000 році, а подібні занепокоєння щодо ефедрину призвели до заборони його включення до дієтичних добавок у 2004 році. Пізніше федеральний суддя скасував цю заборону в 2005 році під час оскарження заборони виробником добавок компанією Nutraceuticals. Також залишається дискусійним питання про те, чи була заборона ефедрину більше пов’язана з його використанням як прекурсора у виробництві метамфетаміну, чи з проблемами безпеки інгредієнта як такого.

### Нефармакологічні альтернативи
Вплив води на втрату ваги був предметом деяких наукових досліджень як потенційного нефармакологічного підходу.  Вживання води перед кожним прийомом їжі може допомогти вгамувати апетит. Витрата 500 мл води за 30 хвилин до їжі корелює з помірною втратою ваги (1-2 кг) у чоловіків і жінок із ожирінням протягом періоду від 8 до 12 тижнів.  

## Список анорексиків
Численні фармацевтичні сполуки продаються як засоби для зниження апетиту.
Наступні препарати перераховані як "препарати центральної дії проти ожиріння" в системі анатомо-терапевтичної хімічної класифікації: 
- Амфепрамон (також відомий як діетилпропіон)
- Бупропіон і налтрексон (комбінація)
- Катин
- Клобензорекс
- Дексфенфлурамін † ( D -енантіомер фенфлураміну; вилучено з тієї ж причини, що й його рацемат)
- Ефедрин (комбінації)
- Етіламфетамін
- Фенфлурамін † (один із двох компонентів [інший — фентермін] засобу під назвою "Фен-фен". Заборонений через потенціне ураження серцевих клапанів і легеневої гіпертензії)
- Lorcaserin (заборонено через підвищений ризик раку) [10]
- Мазиндол
- Мефенорекс
- Фентермін
- Сибутрамін † (у деяких країнах заборонено через побоювання щодо його серцево-судинних ефектів)
- Топірамат

Нижче наведено препарати, що знижують апетит згідно MeSH, системи індексації статей у медичних журналах і книг. 
- Benfluorex (заборонено через підвищений ризик серцевих захворювань) [11]
- Бутенолід
- Діетилпропіон
- FG-7142
- Фенметразин <sup id="mw3A">†</sup> (заборонений у деяких країнах через небезпеку звикання)
- Фентермін
- Фенілпропаноламін
- Піроглутаміл-гістидил-гліцин
- Сибутрамін

Інші сполуки з відомою дією пригнічувача апетиту включають:
- Амфетамін декстроамфетамін. Використовується для лікування синдрому дефіциту уваги з гіперактивністю (СДУГ) і зазвичай має торгову назву «Adderall» або «Mydayis». [12] [13]
- Амфетаміну сульфат (також відомий як амфетамін) – схвалений FDA США для лікування екзогенного ожиріння під торговою маркою «Evekeo». [14]
- Метилфенідат
- Кокаїн [15]
- Кофеїн [16]
- Глюкоманнан [17] [18]
- Лептин [19]
- Lisdexamphetamine - FDA США схвалений для лікування розладу переїдання у дорослих під торговою маркою "Vyvanse". [20]
- Метамфетаміну гідрохлорид – схвалений USFDA для лікування ожиріння (як короткочасний засіб) під торговою маркою «Desoxyn». [21]
- Нікотин [22]
- Ліраглутид під брендом Саксенда
- Семаглутид (бренди Оземпік, Вегові) агоніст GLP-1
- Тірзепатид (торгова марка Мунджано, Зепбаунд)
- Метформін
- Опіати / опіоїди, такі як героїн, морфін, кодеїн, оксикодон, фентаніл тощо.